# جيمي بويل
خطأ لوا في mw.text.lua على السطر 25: bad argument #1 to 'match' (string expected, got nil).
جيمي بويل (بالإنجليزية: Jimmy Boyle)‏ (1972 بغلاسكو في المملكة المتحدة - ) هو لاعب كرة قدم بريطاني في مركز الدفاع. لعب مع نادي بارتيك ثيسل ونادي سلتيك ونادي أردريونيانز ونادي ألوا أثليتيك وأردريونيانز ونادي كاودينبيث لكرة القدم ونادي ليفينغستون لكرة القدم.

## وصلات خارجية
- جيمي بويل على موقع قاعدة بيانات كرة القدم.إي يو (الإنجليزية)
- جيمي بويل على موقع Soccerbase.com (لاعب) (الإنجليزية)